# Conophytum ricardianum
Conophytum ricardianum là một loài thực vật có hoa trong họ Phiên hạnh. Loài này được Losch & Tischler mô tả khoa học đầu tiên năm 1932.